# Уруп (пролив)

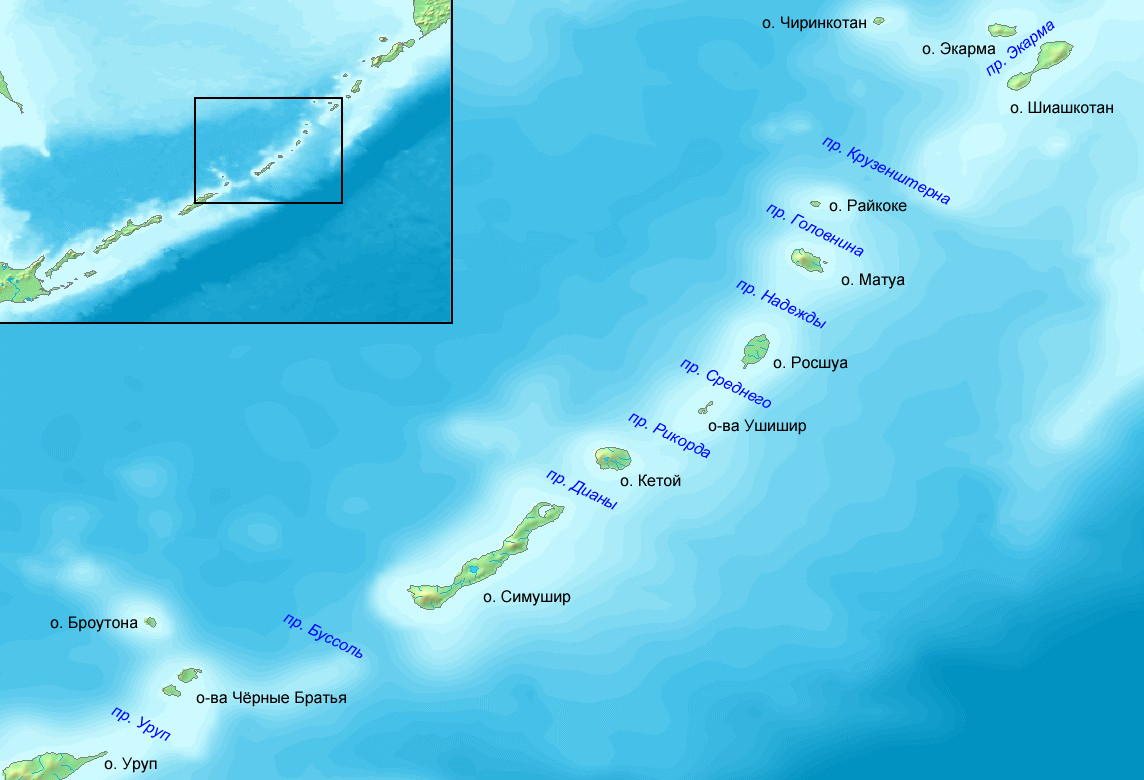
Карта расположения пролива Уруп

Уруп — пролив в Тихом океане, отделяет остров Уруп на юге от островов Чёрные Братья (остров Брат-Чирпоев) на северо-востоке. Соединяет Охотское море и Тихий океан. По проливу из Тихого океана в Охотское море затекает ответвление холодного Курильского течения.
Длина около 20 км. Минимальная ширина 30 км. Максимальная глубина свыше 500 м. Берег обрывистый, скалистый.
На берегах пролива выделяются мысы Семенова (Чирпой), Кастрикум, Свитой (Уруп). На южном побережье встречаются подводные и надводные камни. В северной части пролива расположена бухта Угловая. У берегов Урупа в проливе находятся острова Тайра (тектоническое продолжение полуострова Кастрикум).
Средняя величина прилива по берегам пролива 1,0 м.
Берега пролива не заселены. Пролив находится в акватории Сахалинской области.

## См.также
- Курильские проливы